# Eric Chavez (boxe anglaise)
Eric Chavez est un boxeur philippin né le 9 avril 1965 à Talisay City.

## Carrière
Passé professionnel en 1985, il devient champion du monde des poids pailles IBF le 21 septembre 1989 en battant par KO au 5e round Nico Thomas. Chavez perd son titre dès le combat suivant face à Fahlan Sakkreerin le 22 février 1990 et met un terme à sa carrière en 1998 sur un bilan de 40 victoires, 16 défaites et 4 matchs nuls.